# Charles Servaty
Charles Servaty (Malmedy, 14 juni 1966) is een Belgisch Duitstalig politicus voor de SP.

## Levensloop
Servaty studeerde af als licentiaat in de Germaanse talen aan de Université Catholique de Louvain en ging nadien van 1988 tot 1989 aan de slag als leraar in het Duitstalige en het Franstalige onderwijs. 
Nadien begon hij aan een politieke loopbaan en was hij van 1990 tot 1991 fractiesecretaris voor de SP in het Parlement van de Duitstalige Gemeenschap, alsook van 1990 tot 2015 regionaal secretaris van de partij. In diezelfde periode werkte hij van 1992 tot 1994 als attaché op het kabinet van Waals minister Robert Collignon.  Hij oefende deze functie ook uit op de kabinetten van de Waalse ministers Willy Taminiaux (1994-1995) en Jean-Claude Van Cauwenberghe (1995-1999).
Sinds de gemeenteraadsverkiezingen van oktober 1994 werd Servaty verkozen in de gemeenteraad van Bütgenbach. Begin 2001 werd hij er eerste schepen met de bevoegdheden Openbare Werken, Ruimtelijke Ordening, Sport, Jeugd, Gezin, Gezondheid en Sociale Zaken. Na de gemeenteraadsverkiezingen van 2006 behield hij zijn bevoegdheden, maar diende hij Gezondheid en Sociale Zaken in te ruilen voor Landelijke Ontwikkeling. In december 2012 bleef hij schepen voor Openbare Werken, Ruimtelijke Ordening, Economische Ontwikkeling, Sport en Gezin en kreeg hij er de bevoegdheden Huisvesting en Sociale Zaken bij. Zes jaar later, in december 2018, begon hij aan zijn vierde termijn als eerste schepen, ditmaal met Gezondheid, Sociale Zaken, Gezin, Waterbeleid, Economie, Stedenbouw, Bosbouw en Sport in zijn takenpakket.
In oktober 1995 werd Servaty op 29-jarige leeftijd lid van het Parlement van de Duitstalige Gemeenschap, waar hij bijna dertig jaar lang zetelde, tot hij in juni 2024 niet meer werd herkozen. Van 1995 tot 1999 was hij er adjunct-fractievoorzitter en van juli 1999 tot januari 2023 fractievoorzitter voor zijn partij, alsook van 1999 tot 2004 secretaris en van 2010 tot 2014 derde ondervoorzitter van het Parlement. Op 30 januari 2023 werd Charles Servaty verkozen tot voorzitter van het Parlement van de Duitstalige Gemeenschap, een functie waarin hij Karl-Heinz Lambertz opvolgde. Hij vervulde deze functie tot aan het einde van zijn mandaat in juni 2024.